# Oltion Luli
Oltion Luli, född 18 augusti 1969, är en albansk friidrottare. Han deltog vid olympiska sommarspelen 2000.